# Лепиња
Лепиња, односно сомун, је врста танког округлог хлеба. Део је гастро-културе многих народа који живе дуж обала источног Медитерана и дубоко у копну, на Балканском полуострву.
У различити земљама овог дела света постоје варијације у прављењу лепиње, али и у имену за ове мале округле хлебове. Осим као лепиња (у Србији) и сомун (у Босни), познати су и као пиде (у Турској), пита (у Грчкој) или пита-хлеб (Pita bread – у већем делу енглеског говорног подручја; pita у америчком енглеском, или pitta у британском енглеском), манкуша (مناقيش – у Либану) или либански хлеб (широм света), шами (у Египту) и др...
Лепиње се праве од ускислог (дизаног) теста, као и већина хлебова. Међутим у самом процесу израде теста за лепињу специфично је то што тесто три пута нараста, па је структура овог пецива ваздушаста, лагана и идеална као основа за укусан оброк „за успут”. Ефекат ваздушасте унутрашњости лепиње може се појачати употребом адитива као што су прашак за пециво или сода-бикарбона, који тесту помажу да се више испуни ваздухом.

## Етимологија
Реч лепиња потиче из мађарског језика (lepény – „палачинка”), а на просторе Балкана и Србије дошла је преко Војводине.
Реч сомун је турцизам грчког порекла и потиче из старогрчког језика (psōmón – „залогај”). На просторе Балкана је дошла преко Босне, где су је донели Турци током османских освајања.

## Историја
На археолошком налазишту у југоисточном Јордану научници су пронашли угљенисане остатке танких, округлих хлебова (погача) за које је утврђено да су стари око 14.500 годна. Захваљујући овом открићу, археолози су дошли до закључка да се хлеб правио чак 4.000 година пре него што су номадска племена почела да формирају сталне насеобине и гаје житарице у култури. Овај хлеб правили су ловци-сакупљачи, из предела источног Медитерана. Био је вероватно бесквасни и помало сличан пита хлебу, направљен од дивљих житарица као што су јечам, спелта (дивља пшеница) и зоб, као и ризома папируса, млевених у брашно.
Пре овог, најстаријим открићем сматрао се хлеб стар 9.100 година, откривен на археолошком локалитету у Турској.
- Пита хлеб
- Пита хлеб у Јерусалиму
- Округла и четвртаста пита (лепиња)
- Кебаб у лепињи
- Печење пита хлеба (лепиње) за гирос у Грчкој
- Мешење теста

## Балканска традиција
| Рецепт за лепињу |
| - 300 грама / вишенаменског брашна (боље ако је хлебно брашно) - 2 кесице сувог квасца или 30 грама свежег квасца - 1 кашика шећера - 1 кашика соли - 1 чаша ( 250 милилитара) млаке воде или мешавине млека и воде По жељи: - 1/2 кафене кашике соде бикарбоне (за нешто боље резултате) - 1/2 кашичице прашка за пециво (помаже да тесто двоструко нарасте) - прстохват ћурекота (црни ким) у колико желите укус сомуна Свежи или суви квасац добро измешати са водом или млеком и додати кашичицу шећера. Оставити да се одстоји 10 до 15 минута или док се не формира добар број мехурића на површини смесе. У довољно дубокој посуди припремљену смесу измешати са брашном и додати со (и по жељи прашак за пециво или соду бикарбону). Месити десетак минута руком или пет минута миксером. Добијено тесто биће веома меко и лепљиво. Тесто затим покрити и оставити да нараста најмање један сат. После тог времена тесто поново премесити, покрити и оставити бар још један сат, док се маса не удвостручи. Довољно нарасло тесто истрести из посуде на побрашњену радну површину, уз што мање мешења, како би у њему остало довољно ваздуха. Поделити тесто на 3 до 6 једнаких делова, у зависности од жељене величине лепиње. Побрашњеним рукама обликовати јуфке (кугле од теста) и оставити их да се одмарају десетак минута. Растањити сваку јуфку у облик палачинке дебљине 1–1,5 cm. Загрејати рерну на 210 °C. Поређати обликоване јуфке на плех за печење посут брашном и пећи на 210 °C пет до седам минута – да почну да румене, а затим спустити температуру на 150 °C и пећи још 10 минута ако су лепиње мале или 12-15 минута ако су велике. |

Сомун, односно лепињу су на просторе Балкана донели Турци, за време Османског освајања Балканског полуострва.

### Лепиња у Србији
Осим своје свакодневне употребе хлеб у традиционалној култури балканских Словена има и ритуалну улогу, где се он више не опажа као предмет, већ као знак. При његовој употреби у магијске и духовне сврхе уведени су додатни захтеви који се односе на припрему хлеба. Они се тичу како избора особа које могу припремити хлеб, тако и избора брашна, начина мешења и печења хлеба, времена када се то обавља и простора где се све то може обавити. Хлеб као ритуални предмет саставни је део многобројних обреда у народној култури балканских Словена међу које спадају и Срби. Он је саставни део обреда везаних за рођење, за женидбу или удају, кућну и сеоску славу, годишње празнике, кризне ситуације, као и за посмртни култ.
И лепиње – хлепчићи, такође имају своје место у духовној традицији Српског народа. Тако је, на пример, у Дубовцу у Војводини постојао обичај да се на Светог Илију замеси погача од теста у које је додата крв закланог петла, освети се у цркви и чува у кући као лек од урока. У Левчу и Темнићу су жене којима су умирала деца месиле лепињу додајући јој крв из кресте црног петла без белеге, божићни квасац и вино. Када се лепињица осуши, носиле су је све до порођаја ушивену у појасу, заједно са сребрном паром и парчетом злата. У истом крају месиле су се и лепиње „кравајчићи”, којима је у тесто додавана крв божићара (по правилу је то било прасе). Кравајчићи су се пекли у поноћ, чували током наредне године и давали се свињама у случају да оболе.

#### Ужичка комплет лепиња
Сматра се да је ужичка комплет лепиња настала пре Другог светског рата. Први је правио Драган Лазић, а име су јој највероватније смислили мајстори којима је била омиљени оброк током дана. Наиме, мајстори су слали шегрте да им купе лепиње са јајима, кајмаком и претопом (мочом), али им је било лакше да кажу да купе лепињу „са све”, па јој је такво име и остало.

##### Рецепт
За овај специјалитет потребна је свеже печена лепиња, стари кајмак, јаје и претоп. Укус лепиње умногоме зависи од квалитета састојака. Према мишљењу многих, најважнији састојак у комплет лепињи је претоп (моца, моча или софт). Претоп се добија тако што се сакупи маст после печења јагњета и прасета, помеша се и остави да се охлади. Како се претоп хлади, у посуди се одваја маст нагоре, а надоле желатин који је тамномрке боје, веома слан и садржи одговарајући проценат воде. Ужичка лепиња је најукуснија када се пече у пећи на дрва, као што то раде мајстори за ово јело.
Лепиња се засече хоризонтално по ободу тако да се добије благо удубљење према средини, да буде отприлике облика посуде. Горњи део се одвоји - он ће касније послужити као поклопац. Доњи део лепиње се премаже кајмаком. Јаје се умути и прелије преко кајмака и све се стави у загрејану пећницу и пече око 10 минута (дужина печења зависи од тога да ли се прави „живља” или „решија” лепиња). Преостали део лепиње се стави у пећницу непосредно пред извлачење лепиње да се загреје. Након печења, лепиња се извади из пећнице и прелије загрејаним претопом.

#### Београдска лепиња са гулашом
Давне 1942. године, пекар Радомир Спасић основао је породичну пекару „Спаса” у самом срцу Скадарлије, боемске четврти Београда. Од тада се у овој пекари прави лепиња са гулашом. Ову гурманску посластицу одувек је пратио глас да је „студентска храна” због цене која је увек била приступачна.
Рецепт за гулаш је породична традиција која се преноси са генерацију на генерацију власника пекаре. Муштерије понекад питају за рецепт, који без икаквих проблема добијају од „Спасиних” мајстора. Једина тајна је у дугом кувању. Лук се динста сатима, а гулаш се кува три до четири сата, уз мешање на сваких пет до десет минута.

#### Пријепољка
У Пријепољу се сомун лепиња прави само у време Рамазана и зове се питаљка. Другачија је од обичног сомуна. Пече се пред ифтар, али и током целог дана, јер је купују и становници који нису муслиманске вероисповести.

### Босански сомун
Сомун у босанској традицији има важно место у рамазанском јеловнику, мада се у пекарама могу увек купити. Рамазански сомуни разликују се од оних који су у понуди током године по томе што се у њих додају семенке ћурекота (црног кима), за који се сматра да има многа благотворна својства. У исламском свету, ћурекот је високо цењена биљка. Арапи га називају Habbatul barakah (благословено семе), јер се верује да садржи лек за све болести осим смрти, и да доноси срећу и просперитет. Зато се за време Рамазана великодушно посипа по сомунима.
Било је покушаја печења сомуна у електричним или пећима на гас, али пракса је показала да су сомуни најбољи када се пеку у старим пећима на дрва. Припрема сомуна траје много дуже него само печење, јер се пеку на изузетно високим температурама, око 500 °C, па је довољно 45 секунди до 2 минута да се испеку. Није познато зашто, али је у босанским пекарама сомуне углавном месе мушкарци.

#### Како је сомун стигао у Босну
Постоји више верзија приче како је сомун стигао у Сарајево, па и у Босну. Једна од њих сомун везује за долазак Гази Хусрев-бега у Сарајево, и изградњу хана за путнике и народне кухиње. Гази Хусрев-бегов интендант турског порекла, који се презивао Сомун, добио је задужење да за потребе кухиње направи посебно пециво које ће бити укусно, једноставно и лако за прављење, па је он то и учинио. Интендант који је направио први сомун осмислио је и занимљиву шару на пециву, која подсећа на дрвене решетке на прозорима женских просторија у муслиманским кућама.

#### Рецепт за сомун
Тесто за сомун, исто је као за лепињу и прави се од брашна, воде, квасца и соли. Једино се код мешења води рачуна да тесто буде нешто ређе. Даље је поступак исти као и за лепиње. Јуфке од теста се пре печења развуку у колико-толико правилан круг, након чега се на горњој површини направи шара решетке. Сомуни се потом убацују у пећ на дрва и пеку се свега минут-два, због чега им је боја светла.